# Dom przy ul. Legionów 1 w Mielcu
Dom przy ul. Legionów 1 w Mielcu – budynek wpisany do rejestru zabytków nieruchomych województwa podkarpackiego pod numerem A-1062 z 5.10.1998. Został zbudowany w 1902 roku. Jest to budynek jednopiętrowy, murowany i otynkowany.